# Armen Džigarhanjan
Armen Borisovič Džigarhanjan (arm. Արմեն Բորիսի Ջիգարխանյան, rus. Армен Борисович Джигарханян) (Erevan, 3. listopada 1935. — Moskva, 14. studenoga 2020.) bio je sovjetski, armenski i ruski glumac.
Džigarhanjan, kao jedan od najpoznatijih i najpopularnijih filmskih i kazališnih armenskih i ruskih glumaca, pojavio se u više filmova od bilo kojega drugoga armenskoga i ruskoga glumca s više od 250 uloga.
Rođen 3. listopada 1935. i odrastao u Erevanu, Džigarhanjan počeo je glumiti u kazalištima, prije nego što se preselio u Moskvu kako bi nastavio glumačku karijeru. Njegov djed po ocu potječe iz armenske obitelji iz Tbilisija, glavnog grada Gruzije.  Maturirao je u ruskoj srednjoj školi, koja nosi ime književnika Antona Čehova. Između 1953. i 1954., radio je kao pomoćnik kamermana u državnom filmskom studiju.
Od 1960. godine pojavljuje se u nizu armenskih filmova. Postao je popularan 1970.-ih raznim ulogama u sovjetskim filmovima kao što su: Nove avanture neuhvatljivih osvetnika (1968.), njegovim nastavkom Krune Ruskoga Carstva, ili još jednom nedostižni osvetnici (1971.) i tv- seriji Mjesto sastanka ne može se promijeniti (1979). Nakon skoro 30 godina na pozornici Majakovskog kazališta, Džigarhanjan je predavao na Gerasimovom institutu kinematografije, a 1996. osnovao je vlastito dramsko kazalište u Moskvi.